# Roberto de França, conde de Clermont
Roberto de França (1256 - 7 de Fevereiro de 1317), foi o filho mais novo do rei Luís IX de França e de Margarida da Provença. Feito Conde de Clermont em 1268.
Em 1272, Roberto casou com Beatriz de Borgonha, Senhora de Bourbon, recebendo como dote o feudo de Bourbon. Os seus descendentes formaram a Casa de Bourbon. Na sua primeira batalha, em 1279, ele sofreu ferimentos sérios na cabeça que lhe causaram deficiências para o resto da vida.
É considerado o fundador da Casa de Bourbon, família que ao longo do séculos governaria os reinos de Navarra (1572-1830), França (1589-1848), Espanha (1700-atualidade),
as Duas Sicílias (1735-1860), Parma (1748-1796 e 1847-1859), e Luxemburgo (1964-atualidade).
Morreu em 1317, aos 61 anos de idade. Foi sepultado na agora demolida igreja do Convento dos Jacobinos, em Paris.

## Filhos
- Luís I, 1° duque de Bourbon
- Branca de Bourbon
- Maria de Bourbon
- Margarida de Bourbon
- [[John de Charloais] ]